# EM i fodbold 2025 (kvinder)
Europamesterskabet i fodbold for kvinder 2025 var det 14. EM i fodbold for kvinder, afholdt af UEFA. Turneringen blev afholdt i Schweiz den 2.-27. juli 2025. Der blev trukket lod til slutrunden 16. december 2024.
Pr. november 2021 var der fem lande eller grupper af lande, der viste interesse for at afholde mesterskabet, nemlig Frankrig, Polen, Schweiz, Ukraine og et samlet bud fra Danmark, Norge, Sverige og Finland. Det nordiske bud havde støtte fra Færøerne og Island. UEFA skulle dog først have det endelige bud i august 2022. Værtsnationen skulle oprindeligt være offentliggjort 25. januar 2023. Det blev siden blevet udskudt til starten af april, da omkostningerne til de forskellige bud skulle genforhandles og genvurderes.
England gevandt europamesterskabet efter en finalesejr over Spanien, der blev afgjort i straffesparkskonkurrence. England forsvarede dermed deres titel fra 2022 med deres 2. titel. Danmark sluttede som nummer 4 i gruppespillet uden sejre, hvilket cementrede den dårligste EM-slutrunde i landsholdets historie.

## Kvalifikation
Kvalifikationen foregik via et gruppespil og to efterfølgende playoff-runder. Holdene var fordelt i tre niveauer, A, B og C. Fra A-niveauet kvalificerede nr. 1 og 2 sig direkte til slutrunden, mens de resterende hold skulle ud i playoff, hvor de mødte et hold fra niveau C, mens B-holdene skulle mødes et andet B-hold. Vinderne i første runde skulle spille en playoff-runde mere, hvorfra vinderne kvalificerede sig til slutrunden.
Alle kampe i kvalifikationsturneringen blev spillet i 2024. Kampene i gruppespillet blev spillet  5. til 9. april, 31. maj til 4. juni og 12. til 16. juli, mens første playoffrunde  blev spillet 23. til 29. oktober og anden runde 27. november til 3. december.

## Spillesteder
| St. Jakob-Park                                | Stadion Wankdorf       | Stade de Genève   | Stadion Letzigrund  |
| Kapacitet: 34.250                             | Kapacitet: 29.800      | Kapacitet: 26.750 | Kapacitet: 22.700   |
|                                               |                        |                   |                     |
| BaselThunLuzernGenèveSionSt. GallenBernZürich |                        |                   |                     |
| St. Gallen                                    | Luzern                 | Thun              | Sion                |
| Arena St.Gallen                               | Allmend Stadion Luzern | Arena Thun        | Stade de Tourbillon |
| Kapacitet: 16.300                             | Kapacitet: 14.350      | Kapacitet: 8.100  | Kapacitet: 7.750    |
|                                               |                        |                   |                     |

## Gruppespil

### Gruppe A
| Pos | Hold        | K | V | U | T | M+ | M- | MF | P | Kvalifikation                 |
| --- | ----------- | - | - | - | - | -- | -- | -- | - | ----------------------------- |
| 1   | Norge       | 3 | 3 | 0 | 0 | 8  | 5  | +3 | 9 | Kvalifikation til slutspillet |
| 2   | Schweiz (V) | 3 | 1 | 1 | 1 | 4  | 3  | +1 | 4 | Kvalifikation til slutspillet |
| 3   | Finland     | 3 | 1 | 1 | 1 | 3  | 3  | 0  | 4 |                               |
| 4   | Island      | 3 | 0 | 0 | 3 | 3  | 7  | −4 | 0 |                               |

| 2. juli 2025 18:00 |

| Island | 0–1     | Finland        |
| ------ | ------- | -------------- |
|        | Rapport | - Kosola 70' · |

| Arena Thun, Thun Tilskuere: 7.683 Dommer: Katalin Kulcsár (Ungarn) |

| 2. juli 2025 21:00 |

| Schweiz      | 1–2     | Norge                                 |
| ------------ | ------- | ------------------------------------- |
| - Riesen 28' | Rapport | - Hegerberg 54' - Stierli 58' (sm.) · |

| St. Jakob-Park, Basel Tilskuere: 34.063 Dommer: Alina Peşu (Rumænien) |

| 6. juli 2025 18:00 |

| Norge                                  | 2–1     | Finland          |
| -------------------------------------- | ------- | ---------------- |
| - Nyström 3' (sm.) - Graham Hansen 84' | Rapport | - Sevenius 32' · |

| Stade de Tourbillon, Sion Tilskuere: 7,376 Dommer: Silvia Gasperotti (Italien) |

| 6. juli 2025 21:00 |

| Schweiz                      | 2–0     | Island |
| ---------------------------- | ------- | ------ |
| - Reuteler 76' - Pilgrim 90' | Rapport |        |

| Stadion Wankdorf, Bern Tilskuere: 29.658 Dommer: Marta Huerta de Aza (Spanien) |

| 10. juli 2025 21:00 |

| Finland             | 1–1     | Schweiz            |
| ------------------- | ------- | ------------------ |
| - Kuikka 79' (str.) | Rapport | - Xhemaili 90+2' · |

| Stade de Genève, Genève Tilskuere: 26.388 Dommer: Stéphanie Frappart (Frankrig) |

| 10. juli 2025 21:00 |

| Norge                                | 4–3     | Island                                                           |
| ------------------------------------ | ------- | ---------------------------------------------------------------- |
| - Gaupset 15', 26' - Maanum 49', 76' | Rapport | - Jónsdóttir 6' - Eiríksdóttir 84' - Viggósdóttir 90+5' (str.) · |

| Arena Thun, Thun Tilskuere: 7.859 Dommer: Alina Peșu (Rumænien) |

### Gruppe B
| Pos | Hold     | K | V | U | T | M+ | M- | MF  | P | Kvalifikation                 |
| --- | -------- | - | - | - | - | -- | -- | --- | - | ----------------------------- |
| 1   | Spanien  | 3 | 3 | 0 | 0 | 14 | 3  | +11 | 9 | Kvalifikation til slutspillet |
| 2   | Italien  | 3 | 1 | 1 | 1 | 3  | 4  | −1  | 4 | Kvalifikation til slutspillet |
| 3   | Belgien  | 3 | 1 | 0 | 2 | 4  | 8  | −4  | 3 |                               |
| 4   | Portugal | 3 | 0 | 1 | 2 | 2  | 8  | −6  | 1 |                               |

| 3. juli 2025 18:00 |

| Belgien | 0–1     | Italien        |
| ------- | ------- | -------------- |
|         | Rapport | - Caruso 44' · |

| Stade de Tourbillon, Sion Tilskuere: 7.544 Dommer: Désirée Grundbacher (Schweiz) |

| 3. juli 2025 21:00 |

| Spanien                                                            | 5–0     | Portugal |
| ------------------------------------------------------------------ | ------- | -------- |
| - González 2', 43' - López 7' - Putellas 41' - Martín-Prieto 90+3' | Rapport |          |

| Stadion Wankdorf, Bern Tilskuere: 29.520 Dommer: Iuliana Demetrescu (Rumænien) |

| 7. juli 2025 18:00 |

| Spanien                                                                     | 6–2     | Belgien                              |
| --------------------------------------------------------------------------- | ------- | ------------------------------------ |
| - Putellas 22', 86' - Paredes 39' - González 52' - Caldentey 61' - Pina 81' | Rapport | - Vanhaevermaet 24' - Eurlings 51' · |

| Arena Thun, Thun Tilskuere: 7.761 Dommer: Katalin Kulcsár (Ungarn) |

| 7. juli 2025 21:00 |

| Portugal    | 1–1     | Italien         |
| ----------- | ------- | --------------- |
| - Gomes 89' | Rapport | - Girelli 70' · |

| Stade de Genève, Genève Tilskuere: 22.213 Dommer: Ivana Martinčić (Kroatien) |

| 11. juli 2025 21:00 |

| Italien        | 1–3     | Spanien                                              |
| -------------- | ------- | ---------------------------------------------------- |
| - Oliviero 10' | Rapport | - Del Castillo 14' - Guijarro 49' - González 90+1' · |

| Stadion Wankdorf, Bern Tilskuere: 29.644 Dommer: Iuliana Demetrescu (Rumænien) |

| 11. juli 2025 21:00 |

| Portugal         | 1–2     | Belgien                        |
| ---------------- | ------- | ------------------------------ |
| - Encarnação 87' | Rapport | - Wullaert 3' - Cayman 90+6' · |

| Stade de Tourbillon, Sion Tilskuere: 7.515 Dommer: Tess Olofsson (Sverige) |

### Gruppe C
| Pos | Hold     | K | V | U | T | M+ | M- | MF | P | Kvalifikation                 |
| --- | -------- | - | - | - | - | -- | -- | -- | - | ----------------------------- |
| 1   | Sverige  | 3 | 3 | 0 | 0 | 8  | 1  | +7 | 9 | Kvalifikation til slutspillet |
| 2   | Tyskland | 3 | 2 | 0 | 1 | 5  | 5  | 0  | 6 | Kvalifikation til slutspillet |
| 3   | Polen    | 3 | 1 | 0 | 2 | 3  | 7  | −4 | 3 |                               |
| 4   | Danmark  | 3 | 0 | 0 | 3 | 3  | 6  | −3 | 0 |                               |

| 4. juli 2025 18:00 |

| Danmark | 0–1     | Sverige           |
| ------- | ------- | ----------------- |
|         | Rapport | - Angeldahl 55' · |

| Stade de Genève, Genève Tilskuere: 17.319 Dommer: Edina Alves Batista (Brasilien) |

| 4. juli 2025 21:00 |

| Tyskland                   | 2–0     | Polen |
| -------------------------- | ------- | ----- |
| - Brand 52' - Schüller 66' | Rapport |       |

| Arena St.Gallen, St. Gallen Tilskuere: 15.972 Dommer: Stéphanie Frappart (Frankrig) |

| 8. juli 2025 18:00 |

| Tyskland                           | 2–1     | Danmark            |
| ---------------------------------- | ------- | ------------------ |
| - Nüsken 56' (str.) - Schüller 66' | Rapport | - Vangsgaard 26' · |

| St. Jakob-Park, Basel Tilskuere: 34.165 Dommer: Catarina Campos (Portugal) |

| 8. juli 2025 21:00 |

| Polen | 0–3     | Sverige                                         |
| ----- | ------- | ----------------------------------------------- |
|       | Rapport | - Blackstenius 28' - Asllani 52' - Hurtig 77' · |

| Allmend Stadion Luzern, Luzern Tilskuere: 14.176 Dommer: Maria Sole Ferrieri Caputi (Italien) |

| 12. juli 2025 21:00 |

| Sverige                                                           | 4–1     | Tyskland     |
| ----------------------------------------------------------------- | ------- | ------------ |
| - Blackstenius 12' - Holmberg 25' - Rolfö 34' (str.) - Hurtig 80' | Rapport | - Brand 7' · |

| Stadion Letzigrund, Zürich Tilskuere: 22.552 Dommer: Silvia Gasperotti (Italien) |

| 12. juli 2025 21:00 |

| Polen                                      | 3–2     | Danmark                     |
| ------------------------------------------ | ------- | --------------------------- |
| - Padilla 13' - Pajor 20' - Wiankowska 76' | Rapport | - Thomsen 59' - Bruun 83' · |

| Allmend Stadion Luzern, Luzern Tilskuere: 14.213 Dommer: Olatz Rivera Olmedo (Spanien) |

### Gruppe D
| Pos | Hold     | K | V | U | T | M+ | M- | MF  | P | Kvalifikation                 |
| --- | -------- | - | - | - | - | -- | -- | --- | - | ----------------------------- |
| 1   | Frankrig | 3 | 3 | 0 | 0 | 11 | 4  | +7  | 9 | Kvalifikation til slutspillet |
| 2   | England  | 3 | 2 | 0 | 1 | 11 | 3  | +8  | 6 | Kvalifikation til slutspillet |
| 3   | Holland  | 3 | 1 | 0 | 2 | 5  | 9  | −4  | 3 |                               |
| 4   | Wales    | 3 | 0 | 0 | 3 | 2  | 13 | −11 | 0 |                               |

| 5. juli 2025 18:00 |

| Wales | 0–3     | Holland                                     |
| ----- | ------- | ------------------------------------------- |
|       | Rapport | - Miedema 45+3' - Pelova 48' - Brugts 57' · |

| Allmend Stadion Luzern, Luzern Tilskuere: 14.147 Dommer: Frida Mia Klarlund Nielsen (Danmark) |

| 5. juli 2025 21:00 |

| Frankrig                     | 2–1     | England       |
| ---------------------------- | ------- | ------------- |
| - Katoto 36' - Baltimore 39' | Rapport | - Walsh 87' · |

| Stadion Letzigrund, Zürich Tilskuere: 22.542 Dommer: Tess Olofsson (Sverige) |

| 9. juli 2025 18:00 |

| England                                      | 4–0     | Holland |
| -------------------------------------------- | ------- | ------- |
| - James 22', 60' - Stanway 45+2' - Toone 67' | Rapport |         |

| Stadion Letzigrund, Zürich Tilskuere: 22.600 Dommer: Edina Alves Batista (Brasilien) |

| 9. juli 2025 21:00 |

| Frankrig                                                 | 4–1     | Wales            |
| -------------------------------------------------------- | ------- | ---------------- |
| - Mateo 8' - Diani 45+1' (str.) - Majri 53' - Geyoro 63' | Rapport | - Fishlock 13' · |

| Arena St.Gallen, St. Gallen Tilskuere: 15.886 Dommer: Désirée Grundbacher (Schweiz) |

| 13. juli 2025 21:00 |

| Holland                        | 2–5     | Frankrig                                                                   |
| ------------------------------ | ------- | -------------------------------------------------------------------------- |
| - Pelova 26' - Bacha 41' (sm.) | Rapport | - Toletti 22' - Katoto 61' - Cascarino 64', 67' - Karchaoui 90+2' (str.) · |

| St. Jakob-Park, Basel Tilskuere: 34.133 Dommer: Ivana Martinčić (Kroatien) |

| 13. juli 2025 21:00 |

| England                                                                               | 6–1     | Wales        |
| ------------------------------------------------------------------------------------- | ------- | ------------ |
| - Stanway 13' (str.) - Toone 21' - Hemp 30' - Russo 44' - Mead 72' - Beever-Jones 89' | Rapport | - Cain 76' · |

| Arena St.Gallen, St. Gallen Tilskuere: 15.953 Dommer: Frida Mia Klarlund Nielsen (Danmark) |

## Slutspil

### Oversigt
|  | Kvartfinaler      | Kvartfinaler      |                   |       | Semifinaler | Semifinaler |  |  | Finale | Finale |
|  |                   |                   |                   |       |             |             |  |  |        |        |
|  | 17. juli – Zürich |                   |                   |       |             |             |  |  |        |        |
|  |                   |                   |                   |       |             |             |  |  |        |        |
|  | Sverige           | 2 (2)             |                   |       |             |             |  |  |        |        |
|  | Sverige           | 2 (2)             | 22. juli – Genève |       |             |             |  |  |        |        |
|  | England (p)       | 2 (3)             |                   |       |             |             |  |  |        |        |
|  | England (p)       | 2 (3)             | England (efs)     | 2     |             |             |  |  |        |        |
|  | 16. juli – Genève |                   | England (efs)     | 2     |             |             |  |  |        |        |
|  |                   | Italien           | 1                 |       |             |             |  |  |        |        |
|  | Norge             | Italien           | 1                 | 1     |             |             |  |  |        |        |
|  | Norge             |                   | 27. juli – Basel  | 1     |             |             |  |  |        |        |
|  | Italien           | 2                 |                   |       |             |             |  |  |        |        |
|  | Italien           | 2                 | England(p)        | 1 (3) |             |             |  |  |        |        |
|  | 19. juli – Basel  |                   | England(p)        | 1 (3) |             |             |  |  |        |        |
|  |                   | Spanien           | 1 (1)             |       |             |             |  |  |        |        |
|  | Frankrig          | Spanien           | 1 (1)             | 1 (5) |             |             |  |  |        |        |
|  | Frankrig          | 23. juli – Zürich |                   | 1 (5) |             |             |  |  |        |        |
|  | Tyskland (p)      | 1 (6)             |                   |       |             |             |  |  |        |        |
|  | Tyskland (p)      | 1 (6)             | Tyskland          | 0     |             |             |  |  |        |        |
|  | 18. juli – Bern   |                   | Tyskland          | 0     |             |             |  |  |        |        |
|  |                   | Spanien (efs)     | 1                 |       |             |             |  |  |        |        |
|  | Spanien           | Spanien (efs)     | 1                 | 2     |             |             |  |  |        |        |
|  | Spanien           |                   |                   | 2     |             |             |  |  |        |        |
|  | Schweiz           | 0                 |                   |       |             |             |  |  |        |        |
|  | Schweiz           | 0                 |                   |       |             |             |  |  |        |        |

### Kvartfinaler
| 16. juli 2025 21:00 |

| Norge           | 1–2     | Italien              |
| --------------- | ------- | -------------------- |
| - Hegerberg 66' | Rapport | - Girelli 50', 90' · |

| Stade de Genève, Geneva Tilskuere: 26.776 Dommer: Stéphanie Frappart (Frankrig) |

| 17. juli 2025 21:00 |

| Sverige                                                                      | 2–2                      | England                                                       |
| ---------------------------------------------------------------------------- | ------------------------ | ------------------------------------------------------------- |
| - Asllani 2' - Blackstenius 25'                                              | Rapport                  | - Bronze 79' - Agyemang 81'                                   |
|                                                                              | Straffesparkskonkurrence |                                                               |
| - Angeldahl - Zigiotti Olme - Eriksson - Björn - Falk - Jakobsson - Holmberg | 2–3                      | - Russo - James - Mead - Greenwood - Kelly - Clinton - Bronze |

| Stadion Letzigrund, Zurich Tilskuere: 22.397 Dommer: Marta Huerta de Aza (Spanien) |

| 18. juli 2025 21:00 |

| Spanien                       | 2–0     | Schweiz |
| ----------------------------- | ------- | ------- |
| - Del Castillo 66' - Pina 71' | Rapport |         |

| Stadion Wankdorf, Bern Tilskuere: 29.734 Dommer: Maria Sole Ferrieri Caputi (Italien) |

| 19. juli 2025 21:00 |

| Frankrig                                                                       | 1–1                      | Tyskland                                                      |
| ------------------------------------------------------------------------------ | ------------------------ | ------------------------------------------------------------- |
| - Geyoro 15' (str.)                                                            | Rapport                  | - Nüsken 25'                                                  |
|                                                                                | Straffesparkskonkurrence |                                                               |
| - Majri - Karchaoui - Malard - Baltimore - Jean-François - N'Dongala - Sombath | 5–6                      | - Minge - Dallmann - Knaak - Däbritz - Berger - Bühl - Nüsken |

| St. Jakob-Park, Basel Tilskuere: 34.128 Dommer: Tess Olofsson (Sverige) |

### Semifinaler
| 22. juli 2025 21:00 |

| England                       | 2–1     | Italien          |
| ----------------------------- | ------- | ---------------- |
| - Agyemang 90+6' - Kelly 119' | Rapport | - Bonansea 33' · |

| Stade de Genève, Geneva Tilskuere: 26.539 Dommer: Ivana Martinčić (Kroatien) |

| 23. juli 2025 21:00 |

| Tyskland | 0–1     | Spanien          |
| -------- | ------- | ---------------- |
|          | Rapport | - Bonmatí 113' · |

| Stadion Letzigrund, Zürich Tilskuere: 22.432 Dommer: Edina Alves Batista (Brasilien) |

### Finalen
| 27. juli 2025 18:00 |

| England                                           | 1–1                      | Spanien                                       |
| ------------------------------------------------- | ------------------------ | --------------------------------------------- |
| - Russo 57'                                       | Rapport                  | - Caldentey 25'                               |
|                                                   | Straffesparkskonkurrence |                                               |
| - Mead - Greenwood - Charles - Williamson - Kelly | 3–1                      | - Guijarro - Caldentey - Bonmatí - Paralluelo |

| St. Jakob-Park, Basel Tilskuere: 34.203 Dommer: Stéphanie Frappart (Frankrig) |

## Stastitik

### Målscorere
Der blev scoret 106 mål  i 31 kampe, i gennemsnit 3.42 mål pr. kamp.
4 mål
- Esther González

3 mål
- Cristiana Girelli
- Alexia Putellas
- Stina Blackstenius

2 mål
- Michelle Agyemang
- Lauren James
- Georgia Stanway
- Ella Toone
- Alessia Russo
- Delphine Cascarino
- Grace Geyoro
- Marie-Antoinette Katoto
- Jule Brand
- Sjoeke Nüsken
- Lea Schüller
- Victoria Pelova
- Signe Gaupset
- Ada Hegerberg
- Frida Maanum
- Mariona Caldentey
- Athenea del Castillo
- Clàudia Pina
- Kosovare Asllani
- Lina Hurtig

1 mål
- Janice Cayman
- Hannah Eurlings
- Justine Vanhaevermaet
- Tessa Wullaert
- Signe Bruun
- Janni Thomsen
- Amalie Vangsgaard
- Agnes Beever-Jones
- Lucy Bronze
- Lauren Hemp
- Chloe Kelly
- Beth Mead
- Keira Walsh
- Katariina Kosola
- Natalia Kuikka
- Oona Sevenius
- Sandy Baltimore
- Kadidiatou Diani
- Sakina Karchaoui
- Amel Majri
- Clara Mateo
- Sandie Toletti
- Hlín Eiríksdóttir
- Sveindís Jane Jónsdóttir
- Glódís Perla Viggósdóttir
- Arianna Caruso
- Barbara Bonansea
- Elisabetta Oliviero
- Esmee Brugts
- Vivianne Miedema
- Caroline Graham Hansen
- Natalia Padilla
- Ewa Pajor
- Martyna Wiankowska
- Telma Encarnação
- Diana Gomes
- Aitana Bonmatí
- Patricia Guijarro
- Vicky López
- Cristina Martín-Prieto
- Irene Paredes
- Filippa Angeldahl
- Smilla Holmberg
- Fridolina Rolfö
- Alayah Pilgrim
- Géraldine Reuteler
- Nadine Riesen
- Riola Xhemaili
- Hannah Cain
- Jess Fishlock

1 selvmål
- Eva Nyström (mod Norge)
- Selma Bacha (mod Holland)
- Julia Stierli (mod Norge)